# Neneh Cherry
Neneh Cherry, született Neneh Mariann Karlsson (Stockholm, 1964. március 10. –) svéd énekes, rapper, dalszerző, lemezlovas és spoken word előadó, Don Cherry jazztrombitás mostohalánya, Eagle-Eye Cherry és Titiyo féltestvére. Legismertebb számai a Buffalo Stance és a Youssou N'Dourral előadott 7 Seconds című dal. Első együttese a Rip Rig + Panic volt, amelyhez 1981-ben vokalistaként csatlakozott. Hangszerelőként, közreműködőként szerepelt a Massive Attack korszakos jelentőségű Blue Lines című első lemezén. A nyolcvanas-kilencvenes évek fordulóján komoly popzenei sikereket aratott három lemezével (Raw Like Sushi, Homebrew, Man). Gyermekei születése után a cirKus nevű családi zenekarban tevékenykedett. 2012-ben a Thing nevű skandináv free jazz-trióval készített lemezt. Legújabb lemeze a 2018-ban megjelenő Broken Politics hatalmas figyelmet, és kritikai sikert ért el, csak úgy, mint eddig minden lemeze. A kritikusok szerint az utóbbi három lemeze, de főleg a Blank Project és a Broken Politics élete legjobb munkája.

## Élete

### Gyermekkora
Neneh Cherry Stockholmban született, a svéd festő és textilművész, Monica Karlsson és a zenész Ahmadu Jah gyermekeként. Később anyja a Svédországban élő amerikai trombitáshoz, Don Cherryhez ment feleségül, aki odaadóan vett részt Neneh nevelésében. A szoros kapcsolat miatt Neneh később felvette nevelőapja nevét. Cherry egy kiterjedt művész- és zenészkommuna tagjaként töltötte gyermekkorát. A család később az Egyesült Államokba költözött, ahol Don Cherry a Dartmouth College-ben tanított. Neneh Cherry 14 évesen elhagyta az iskolát, és egyedül Londonba költözött.

### Kezdő lépések
Cherry a punkkorszak közepén érkezett Londonba, és hamar találkozott a Slits nevű zenekar tagjaival, akikkel közös squatba is költözött. Később Don Cherry is turnézott a Slitsszel. Neneh Cherry több más punkzenekarral is fellépett (The Cherries, New Age Steppers), miközben lemezlovasként is dolgozott, korai rapszámokat játszva. Három lemezt készített a Rip, Rig + Panic nevű jazz-punk együttessel.
Első kislemeze 1982-ben jelent meg Stop the War címmel. Ez egy, a Falkland-szigeteki háború ellen tiltakozó protest song volt. 1983-ban megszületett első gyermeke, ezért visszaköltözött Svédországba, és átmenetileg szüneteltette zenei karrierjét.

### Sikerek
Cherry 1986-ban ismerkedett meg a producer-dalszerző Cameron McVey-jel (Booga Bear), és kapcsolatuk újabb lökést adott karrierjének. Az 1989-ben megjelent első nagylemez, a Raw Like Sushi dalainak zömét együtt írták. Az album – és Cherry pályafutásának – legnagyobb sikere, a Buffalo Stance eredetileg McVey korábbi zenekara, a Morgan-McVey duó egy kislemezének B-oldalán jelent meg. A szám akkor nem keltett feltűnést, de Cherry feldolgozása, Mark Saunders és a Bomb The Bass-tag Tim Simenon produceri közreműködésével világsiker lett. Az albumon szerzőként és producerként közreműködött még a bristoli trip-hop-együttes, a Massive Attack több tagja, Robert Del Naja (ő a Manchildban) és Andrew Vowles is. A lemezborítót, éppúgy, mint Cherry következő két albumát, a neves francia divatfotós-klipkészítő, Jean-Baptiste Mondino tervezte. Mondino rendezte a Manchildhoz készült klipet is, melyben feltűnnek Cherry gyerekei, Naima és Tyson, illetve mostohafia, Marlon is. Emlékezetes pillanat volt, amikor Cherry a lemez promóciós kampányában, nyolchónapos terhesen lépett fel a Top of the Popsban.
Cherryt a Raw Like Sushiért 1989-ben Grammy-díjra jelölték Legjobb új előadó (Best New Artist) kategóriában. A díjat az a Milli Vanilli duó kapta meg, amelytől később elvették, mert kiderült, hogy playback énekeltek. Így abból az évből (azaz a djátadó időpontját tekintve 1990-ből) ebben a kategóriában nincs díjazott.
Cherryt a lemezmegjelenés után nem sokkal Lyme-kórral diagnosztizálták. Kényszerűségből visszavonult, az elkövetkező éveket főleg Svédországban töltötte a családjával, és csak egyetlen közreműködést vállalt: 1990-ben szerepelt a Red Hot + Blue című jótékonysági albumon, amelyre az I've Got You Under My Skin című Cole Porter-szerzeményt rögzítette.
Cherry második nagylemeze, a Homebrew 1992-ben jelent meg. A Raw Like Sushi után "amitől hánynom kellett, hogy »erős nőként« ábrázoltak. Ilyennek akart látni a média" – emlékszik vissza Cherry. Éppen ezért a Homebrew sokkal meghittebb, érzelmesebb, gyengédebb lemez lett, kevesebb szókimondó hiphop-számmal, több dzsesszes, funk- és soul-hatással. Az albumon közreműködött Michael Stipe az R.E.M.-ből, a Gang Starr rapduó és Geoff Barrow is a Portisheadből. A lemez kereskedelmileg nem volt annyira sikeres, mint a debütalbum, de komoly, érett munka.

### cirKus és kései lemezek
A Blank Project egyik számához, az Everythinghez szintén Jean-Baptiste Mondino készített klipet, Cherryvel a főszerepben.
A Broken Politics borítóját a Turner-díjas Wolfgang Tillmanns tervezte.

### Magánélete
Cherry 1981-ben ismerkedett meg a Rip, Rig + Panic tagjával, Bruce Smith-szel, 1983-ban született meg közös gyermekük, Naima. A pár 1984-ben elvált, és Cherry visszaköltözött Svédországba. 1986-ban ismerkedett meg Cameron McVey-jel, akivel 1990-ben házasodtak össze. Két gyermekük született: Tyson (1989) és Mabel (1996), illetve közösen nevelték McVey előző házasságából született fiát, Marlon Roudette-et. A pár azóta is együtt él, főként Cherry gyermekkorának színhelyén, Hässleholmban, illetve Stockholmban és Londonban. Közösen működtetik cirKus nevű családi zenekarukat. Mabel, anyját követve énekesnői pályára lépett, első EP-je 2017-ben jelent meg, a lemez több számának Marlon volt a szerzője és producere.

## Diszkográfia

### Szólólemezek
- Raw Like Sushi (1989)
- Homebrew (1992)
- Man (1996)
- Blank Project (2014)
- Broken Politics (2018)

### A Rip, Rig + Panic tagjaként
- God (1981)
- I Am Cold (1982)
- Attitude (1983)

### A Float Up CP tagjaként
- Kill Me in the Morning (1986)

### A CirKus tagjaként
- Laylow (2006)
- Medicine (2009)

### A Thinggel
- The Cherry Thing (2012)